# Kurt Lewin
Kurt Lewin (Mogilno, 9 september 1890 - Newtonville, 12 februari 1947) was een van de oprichters van de gestaltpsychologie. Hij is geboren in Duitsland, waar hij in 1914 zijn Ph.D. aan de universiteit van Berlijn haalde. In 1932 verhuisde hij naar de Verenigde Staten, waar hij professor voor kinderpsychologie werd aan de universiteit van Iowa. Ook was hij er directeur van het onderzoekscentrum voor groepsdynamica aan het technologische instituut van Massachusetts. 
Behalve van de gestaltpsychologie was Lewin ook bekend van zijn zogenaamde veldtheorie. Deze is gebaseerd op een analogie tussen sociale druk en fysieke krachten. Dit houdt in dat een individu onderhevig is aan zowel de innerlijke drang (zoals wensen en verwachtingen) als de druk die de omgeving erop uitoefent (bijvoorbeeld de wensen en verwachtingen van anderen). Hiermee was hij een van de pioniers op het gebied van de sociale psychologie, met als hoofdonderwerp sociale druk.

## Action Research
Kurt Lewin staat ook bekend als de grondlegger van Action Research. Hij deed dat in het artikel Action research and minority problems (Journal of Social Issues, 2: 34-46, 1946). Action research wordt daarin beschreven als een onderzoeksmethode waarbij de onderzoeker ingrijpt in het onderzochte. De ingreep dient twee doelen: 1) middel om te komen tot verandering, en 2) het genereren van kennis/theorie.
Lewin is een van de eerste psychologen die aandacht vestigde op voornoemd actieonderzoek. Belangrijk in deze benadering is de onderzoeker die als een soort van 'social change expert' moet functioneren die de mensen helpt hun gedrag te veranderen in de richting van democratische waarden en leiderschap. De T-groep is een voorbeeld van actieonderzoek. Verder streefde Lewin naar een samenwerking tussen fundamenteel en toegepast onderzoek. Volgens hem kwam wetenschappelijke kennis het best tot stand door het verenigen van de inspanningen van de academicus en de 'mens uit de praktijk'.

## Fasen van gedragsverandering
Lewin onderscheidt 3 basisfasen van gedragsverandering: 
- Fase 1: Unfreezing: mensen dienen zich bewust te worden en los te komen van ongewenste gewoonten.
- Fase 2: Moving: mensen dienen zich vereiste kennis, attitudes en vaardigheden eigen te maken.
- Fase 3: Freezing: het gewenste gedrag moet niet eenmalig worden uitgevoerd, maar moet een vast onderdeel worden en blijven van het dagelijks doen en laten.

In fase 1 wordt gestreefd naar een overgang van onbewust fout handelen naar bewust fout handelen, in fase 2 naar een overgang van bewust fout naar bewust goed handelen en in fase 3 ten slotte van bewust goed handelen naar onbewust goed. 
Deze basisfasen vormen het kader voor de ontwikkeling van individuele gedragsveranderingsmodellen zoals het 6-fasen model van M.F.K. Balm. (openstaan, begrijpen, willen, kunnen, doen en volhouden)

### Werken van Lewin
- A Dynamic Theory of Personality (1935)
- Principles of Topological Psychology (1936)
- The Conceptual Representation and Measurement of Psychological Forces (1938)
- Field theory of learning (1942)
- Resolving Social Conflicts (1947)
- Field theory in social sciences. New York: Harper & Brothers (1951)

### Over Action Research
- GI Susman, RD Evered, An assessment of the scientific merits of action research. Administrative Science Quarterly, 1978.
- RL Baskerville, Investigating information systems with action research. Communications of the AIS, 1999
- R.M. Davison, M.G. Martinsons, N. Kock, Principles of canonical action research. Information Systems Journal, 2004, issue 14, pg 65-86.

- Biblioteca Nacional de España: XX864384
- Bibliothèque nationale de France: cb12053284m (data)
- Catàleg d'autoritats de noms i títols de Catalunya: 981058509536506706
- CiNii: DA01132084
- Gemeinsame Normdatei: 118572431
- International Standard Name Identifier: 0000 0001 2135 6370
- Library of Congress Control Number: n79045499
- Nationale Bibliotheek van Letland: 000100465
- Mathematics Genealogy Project: 201936
- Bibliotheek van het Japanse parlement: 00523801
- Nationale Bibliotheek van Tsjechië: xx0008663
- Nationale Bibliotheek van Israël: 987007264520605171
- Nationale Bibliotheek van Polen: a0000002047352
- Nederlandse Thesaurus van Auteursnamen: 069110433
- LIBRIS: 247464
- SNAC: w6tt4zvv
- Système universitaire de documentation: 028764013
- Trove: 904211
- Virtual International Authority File: 61565249
- WorldCat: E39PBJrwMpHtCMVcRqQXYqCPcP